# Calhoun (Tennessee)
Calhoun is een plaats (town) in de Amerikaanse staat Tennessee, en valt bestuurlijk gezien onder McMinn County.

## Demografie
Bij de volkstelling in 2000 werd het aantal inwoners vastgesteld op 496.
In 2006 is het aantal inwoners door het United States Census Bureau geschat op 519, een stijging van 23 (4,6%).

## Geografie
Volgens het United States Census Bureau beslaat de plaats een oppervlakte van
2,7 km², waarvan 2,6 km² land en 0,1 km² water. Calhoun ligt op ongeveer 221 m boven zeeniveau.

## Plaatsen in de nabije omgeving
De onderstaande figuur toont nabijgelegen plaatsen in een straal van 20 km rond Calhoun.